# 김범수 (배우)
김범수는 대한민국의 배우이다. 제21회 부천국제판타스틱영화제, 제17회 미쟝센 단편영화제 등에서 호평을 받은 영화 ‘낙진’을 비롯해 ‘피아’, ‘나비효과’, ‘무더위’ 외 30여 편의 단편에 출연하였고, 연극 ‘메멘토모리’, ‘Amor Party’ 등의 무대에도 섰다. 2019년 ‘킬 미 나우’ 삼연에서 라우디 에이커스 역을 맡아 좋은 평가를 받았다.

## 출연 작품

### 영화
- 《낙진》

### 연극
- 《메멘토모리》

### 텔레비전
- 2021년 tvN 주말드라마 《비밀의 숲 2》 - 김수항 역
- 2021년 JTBC 월화드라마 《경로를 이탈하였습니다》 - 구성찬 역

### OTT드라마
- 2023년 넷플릭스 드라마 《D.P. 시즌2》 - 김일석 역